# Opération Écouvillon
Vous lisez un « bon article » labellisé en 2024.
Guerre d'Ifni
L'opération Écouvillon, aussi appelée opération Ouragan ou opération Teide en espagnol, est une opération militaire menée conjointement entre la France et l'Espagne contre l'Armée de libération nationale marocaine, soutenue par des tribus berbérophones sahraouies, dans le nord du Sahara occidental. Elle se déroule du 10 au 24 février 1958. Menée dans le cadre de la guerre d'Ifni, elle vise à mettre fin à la résistance marocaine  dans le nord du Sahara afin de maintenir le contrôle espagnol sur ce territoire.
Conçue secrètement, l'opération est aujourd'hui considérée comme un des éléments essentiels à la compréhension de la situation du Sahara occidental. Elle se déroule dans un contexte géopolitique particulièrement complexe, puisqu'elle se déroule sur un territoire stratégique au niveau régional, revendiqué, au moment de l'opération, tant par l'Espagne que par des mouvements indépendantistes ayant des relations complexes avec le Maroc nouvellement indépendant. Le contexte politique est également tendu, puisque c'est celui de la décolonisation, notamment de l'Algérie et de la Mauritanie. Au-delà, une grande partie des insurgés de l'armée de libération marocaine sont soutenus par des membres des peuples et tribus berbères de cette partie du Sahel.
L'opération est un succès côté franco-espagnol, l'Espagne parvenant à maintenir son emprise territoriale sur le Sahara espagnol. La France, de son côté, parvient à sécuriser ses intérêts dans la région, tout en s'attachant, au moins temporairement, le soutien de la tribu Reguibat. Une autre conséquence de cette opération est la rétrocession de Tarfaya au Maroc par l'Espagne. Le Maroc fait également du Grand Maroc sa doctrine officielle pour un certain temps, à la suite, entre autres facteurs, de cette opération. Cette dernière est également un événement crucial dans la transmission du pouvoir militaire lors de l'indépendance mauritanienne.

## Contexte

### Indépendance du Maroc et décolonisation
En 1956, le Maroc obtient son indépendance, mais certains territoires de l'actuel Sahara occidental demeurent sous contrôle espagnol, notamment Ifni. L'occupation d'Ifni par les Espagnols suscite, à partir du 10 avril 1957, de violents affrontements entre Espagnols et résistants sahraouis. Dans le même temps, côté mauritanien, une résistance se développe contre l'occupant français, menée essentiellement par la tribu berbère mauritanienne des Reguibat, renforcée par près de 1 200 soldats marocains de l'ALN, l'ensemble se renommant l'armée de libération mauritanienne.
Cette situation est à l'origine d'un désaccord entre le roi du Maroc, qui ne souhaite pas s'engager en faveur de la libération de ces territoires, et certains résistants issus de l'armée de libération nationale, ayant refusé d'intégrer les forces royales. En effet, cette faction dissidente de l'armée de libération nationale considère que ces territoires doivent être libérés.  Ces dissidents refusent d'intégrer les Forces armées royales et rejoignent donc les résistants sahraouis, qui combattent alors la présence espagnole. Malgré ces désaccords, la résistance sahraouie, menée essentiellement par les dissidents soutenus par des tribus locales, est financée en partie par la monarchie marocaine. Cette dernière voit en effet d'un bon œil la lutte contre l'occupant espagnol. Concernant l'armée de libération marocaine, sa composition est complexe. Camille Evrard la présente comme une armée « multiforme », composée à la fois d'une fraction de l'armée de libération nationale ayant refusé de rejoindre les Forces armées royales et de tribus sahraouies issues du Sahara espagnol et du territoire de l'actuelle Mauritanie, alors partie de l'Afrique-Occidentale française.
Fin août 1957, sous la pression des combats, les forces espagnoles abandonnent plusieurs villes de la région, dont Smaraqui passe sous contrôle marocain. En difficulté, l'Espagne fait appel aux forces françaises afin de mettre sur pieds une opération militaire, appelée opération « Écouvillon ». Cette opération, si elle est prévue par des accords secrets, ne pourra se dérouler qu'avec la survenance d'un prétexte justifiant l'intervention française.
L'opération s'inscrit également dans le cadre plus large de la décolonisation de l'Afrique du Nord, contexte qui va fortement influencer les décideurs de l'opération,,.

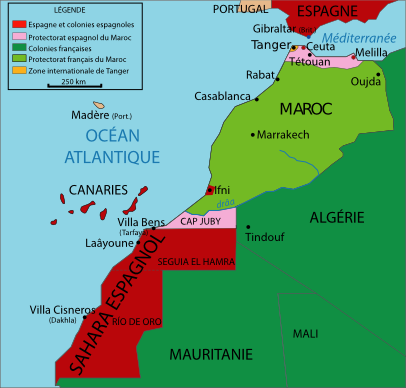
Carte du Sahara tel qu'il est divisé au moment de l'opération

### Géographie
L'opération se déroule essentiellement dans la région Rio de Oro, au sein du Sahara espagnol jusqu'à Bir Moghreïn, sur le territoire de l'actuelle Mauritanie. Les villes d'Es-Semara, de Seguia el-Hamra, de Laâyoune, d'Ifni et de Tarfaya sont essentiellement concernées par l'opération. Cette région a un climat désertique, avec la présence de dépressions et d'une végétation essentiellement arbustive.

### Les revendications marocaines, l'idée du«Grand Maroc»
Les revendications marocaines sur le territoire objet de l'opération sont importantes, puisqu'elles vont en partie rendre l'opération nécessaire aux yeux des Français. Elles correspondent à la doctrine du Grand Maroc. Celle-ci apparaît à la suite de l'indépendance du Maroc et est développée par Allal El Fassi, qui estime que l'indépendance qu'a obtenue le Maroc est incomplète, puisqu'une grande partie de ses territoires « historiques » demeurent soumis à une souveraineté étrangère. Très populaire au sein du parti nationaliste de l'Istiqlal, cette théorie intéresse progressivement la monarchie marocaine, notamment à la suite des actions de l'armée de libération nationale au Sahara espagnol et dans l'actuelle Mauritanie. Cette idée du Grand Maroc devient la doctrine officielle du gouvernement pendant l'année 1958. Allal El Fassi revendique, entre autres, tout le Sahara occidental, auparavant sous domination des Almoravides.
En 1956, les Forces armées royales (FAR) sont créées et sont placées sous le contrôle de Hassan II, alors encore prince héritier. Elles sont composées essentiellement de goumiers marocains et d'officiers français, au contraire de l'armée de libération marocaine. Hassan II souhaite intégrer cette armée de libération aux FAR, or l'Istiqlal, dirigé par Mehdi Ben Barka, souhaite maintenir son contrôle sur l'armée de libération nationale. En effet, l'Istiqlal voit en cette armée un moyen efficace de maintenir la lutte contre les puissances coloniales afin de reconstituer le Grand Maroc. C'est dans ce double objectif, éviter l'intégration aux FAR et poursuivre la lutte armée pour le Grand Maroc, qu'une partie des troupes de l'armée de libération est mobilisée dans le sud du Maroc. Cette stratégie s'avère payante puisqu'en 1956 la seule branche de l'Armée de libération à ne pas intégrer les FAR est celle de l'ALN-sud. C'est cette branche qui mène, aux côtés des tribus berbères locales, la lutte contre les puissances coloniales. L'opération Écouvillon est donc présentée et justifiée, côté français, comme une nécessité pour lutter contre « l'expansionnisme marocain ». Cette présentation est à la fois faite aux Mauritaniens, sous domination française, et à la communauté internationale.

### Contexte géopolitique

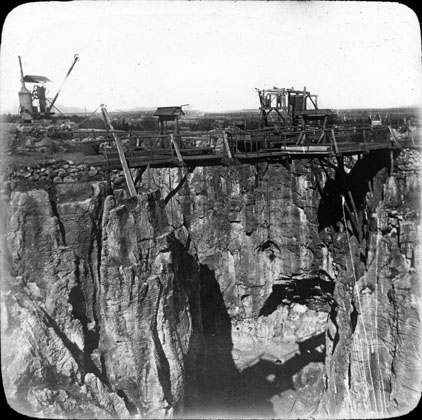
Carrières de phosphate (France).

Côté espagnol, le maintien du Sahara espagnol dans son intégralité est une préoccupation politique majeure. En effet, outre l'importance stratégique de la présence espagnole dans la région, la découverte de ressources naturelles en grande quantité renforce l'importance du Sahara pour l'Espagne. À la suite de la découverte à la fin des années 1940, par le géologue espagnol Manuel Alia Medina, de gisements de phosphate vers Boukraa, le gouvernement espagnol organise plusieurs prospections géologiques, sous le contrôle du Spanish Institute of Geology, dans cette région. Ces prospections, ordonnées par Franco, confirment la présence d'importants gisements de phosphate pur, et vont mettre en exergue la présence de pétrole. Pour autant, faute de bagage logistique suffisant, l'Espagne ne lance pas à ce moment-là d'exploitation de ces ressources. Le pays ne souhaite cependant pas laisser le Maroc nouvellement indépendant exploiter ces ressources. Pour autant, officiellement, ce dernier conserve de bonnes relations avec l'Espagne, tout en finançant et armant en secret les résistants dans le Sahara espagnol, les incitant à mener des vagues d'attaques contre les troupes espagnoles.
Au niveau français, l'opération Écouvillon répond à plusieurs objectifs. En premier lieu, l'action vise officiellement à contrecarrer les volontés expansionnistes du Maroc. En effet, ce pays nouvellement indépendant a des vues sur le Sahara mauritanien, alors sous domination française. L'opération Écouvillon est également planifiée en réaction aux actions de l'ALM, l'armée de libération mauritanienne (composée de membres de l'ALN marocaine et de tribus berbères telles que les Reguibat) qui mène des actions armées dans le Sahara mauritanien. La France, en participant à l'opération, vise donc à mettre fin à ces actions, craignant une propagation des idées indépendantistes aux territoires subsahariens sous contrôle national. Elle est également motivée par la naissance de revendications indépendantistes au sein des populations sahéliennes sous domination française, revendications exaltées par l'armée de libération marocaine. Elle n'est cependant rendue possible que du fait de la politique menée par le général Burgund. En effet, au sortir de la Seconde Guerre mondiale, l'Afrique-Occidentale française (AOF), y compris le territoire de l'actuelle Mauritanie, se retrouve avec un effectif militaire dégarni, par rapport notamment aux forces de l'Armée de libération nationale algérienne et aux Forces armées royales marocaines. Le général Burgund souligne, dans une note transmise en 1957 au ministère des Outre-mer, le fait que l'AOF ne dispose que de « 20 000 militaires ». Le gouverneur de la Mauritanie, Albert-Louis Mouragues, soutient la demande de renforcement militaire de la région, craignant d'une part la propagation de la lutte indépendantiste algérienne à la Mauritanie et d'autre part l'expansionnisme marocain. C'est en mai 1957 que la Mauritanie se retrouve renforcée militairement. Cette amélioration obéit à un objectif concret, celui d'assurer la sécurité de la zone. En effet, ceci est un prérequis essentiel pour que les entreprises françaises puissent exploiter les ressources présentes et assurer les investissements en capitaux. Le soutien militaire de la France aux Espagnols s'explique donc par une volonté de protéger ses propres intérêts financiers dans la région et d'éviter la propagation du vent indépendantiste à l'Afrique subsaharienne.
L'ALN marocaine en lutte dans le Sahara occidental, au-delà des conflits avec la monarchie, combat contre ses anciens alliés de la tribu Reguibat vers la fin de l'année 1957. En effet, ces derniers reprochent aux Marocains de l'ALN de vouloir s'accaparer leurs terres et de monopoliser les postes de commandement. De ce fait, à la même époque, les Reguibat, qui mènent pourtant une guérilla contre l'armée française, s'allient à cette dernière contre les Marocains de l'ALN.

### Vague de défaites espagnoles de1957-janvier 1958
Le Maroc nouvellement indépendant soutient, par le biais de financement et de fourniture d'armes, les insurgés sahraouis et l'ALN-sud dans leur lutte contre l'occupant espagnol. De ce fait, entre 1957 et 1958, l'armée espagnole en place au Sahara occidental essuie plusieurs défaites successives face aux troupes sahraouies et aux troupes marocaines de l'ALN-sud. Le but principal des attaques sahraouies pendant cette période est de récupérer la bande d'Ifni et la ville du même nom.
Le 23 novembre 1957, les Marocains coupent les lignes téléphoniques et lancent une attaque contre l'aérodrome, les magasins d'armes et plusieurs points de la ville, défendus par les 3e bataillon d'infanterie, 3e batterie d'artillerie et une unité de la police du Sahara (1 500 soldats espagnols et 500 policiers sahraouis). L'artillerie des assaillants tient la ville sous le feu pendant plusieurs heures. L'encerclement de la ville est suivi d'une attaque de quelque 1 200 rebelles équipés d'armes automatiques. Les troupes espagnoles comptent 55 morts, 128 blessés et 7 disparus. Les insurgés marocains accusent également de lourdes pertes et, dans les semaines suivant l'attaque, ne mènent plus que des attaques contre des avant-postes espagnols mineurs, notamment Taliouine.

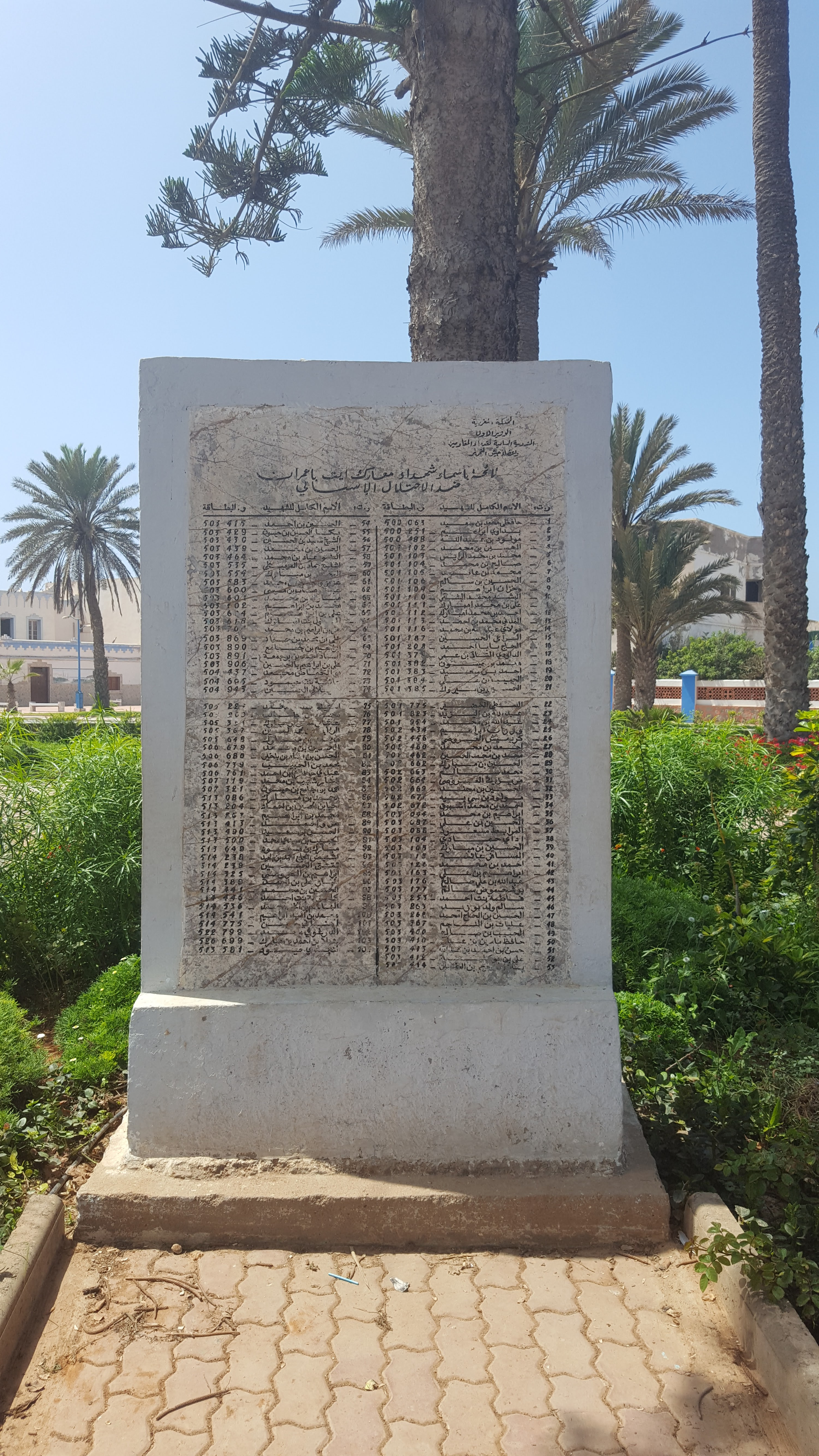
Monument dédié aux chahids de la Guerre d'Ifni dans la ville de Sidi Ifni.

La forteresse de Taliouine est défendue par un peloton de Tiradores et un peloton de policiers sahraouis avec le soutien des Bédouins locaux, mais le 25 novembre 1957, leurs pertes sont devenues si élevées que les unités de secours doivent être déployées afin de leur venir en aide. La force de secours est composée de soldats de la Légion, de parachutistes et d'une batterie d'artillerie de 88 millimètres. Même si l'opération est un succès pour les Espagnols, l'avant-poste étant conservé, les défenseurs comptent tellement de victimes et de blessés qu'ils doivent quitter la forteresse et se retirer à Ifni. D'autres avant-postes vivent des événements similaires puisque les Espagnols n'ont pas l'intention d'abandonner leurs positions sans combattre, quitte à les laisser après d'âpres combats.
Néanmoins, le 9 décembre 1957, les Espagnols ont perdu tous leurs avant-postes et l'ensemble des forces espagnoles est repoussé vers Sidi Ifni, qui est par la suite complètement encerclée par les troupes marocaines.
Les 12 et 13 janvier 1958, les troupes insurgées attaquent la ville de Laâyoune, défendue par le 13e bataillon de la Légion espagnole. Malgré leur supériorité numérique, les insurgés sont défaits et battent en retraite. Ils sont alors poursuivis par les troupes espagnoles, qui se font prendre en embuscade vers Dcheira El Jihadia. Le capitaine espagnol Jauregui est mortellement blessé dès le début de l'embuscade. À l'issue de cette attaque, les Espagnols finissent par battre en retraite grâce à l'usage d'une mitrailleuse automatique, au prix de 37 morts et de 50 blessés.
C'est cette situation militairement compliquée qui pousse les Espagnols à accepter l'opération Écouvillon, en collaboration avec l'armée française.

### Préparation de l'opération
La volonté commune de la France et l'Espagne de mener une opération conjointe afin de maintenir un contrôle de l'Espagne sur les territoires sahariens est ancienne. En effet, au cours de l'année 1957, plusieurs négociations entre ces deux pays se font afin de trouver un accord sur une opération conjointe. Toutes ces négociations sont un échec. Le général Burgund, général français chargé des négociations et à la tête de l'opération côté français, souhaite en effet trouver un accord rapidement tandis que son homologue espagnol, Mariano Gómez-Zamalloa (es) temporise. Pour autant, des offensives de l'Armée de libération nationale-sud sur les territoires sahariens sous souveraineté espagnole forcent l'Espagne à parvenir à un accord.
C'est ainsi que le 14 janvier 1958, le général Burgund rencontre les généraux espagnols chargés du Sahara espagnol afin de déterminer un plan d'action clair. L'issue de la rencontre satisfaisant les deux parties, les deux parties programment une nouvelle rencontre le 24 janvier 1958 à Dakar, à l'issue de laquelle ils décident d'un plan d'action et programment le début de l'opération au 4 février 1958. Ce plan d'action est clair et divise l'opération en deux phases. La première phase consiste en la destruction de l'essentiel des forces de l'ALN, principalement concentrées à Es-Semara et à Seguia el-Hamra puis, dans un second temps, en l'élimination les restes de la résistance dans la région du Rio de Oro, par une opération conjointe mobilisant les forces françaises de Fort-Trinquet, Fort-Gouraud et de Port-Étienne et les forces espagnoles de Villa Cisneros et de Laâyoune.
Malgré sa volonté de mener une opération conjointe, la France souhaite conserver à tout prix le secret autour de cette opération. Pour autant, cette volonté n'empêche pas le général Burgund de s'activer en vue de la réussite de l'opération. C'est ainsi que le 31 janvier 1958, il met en place un « bureau politique opérationnel et d’action psychologique », organe militaire chargé de mener une guerre psychologique. Ce type de bureau est énormément utilisé par les puissances coloniales lors des guerres de décolonisation. À côté de ce bureau, deux autres éléments traduisent la volonté de l'armée française de composer cette opération avec le soutien des populations sahraouies mauritaniennes. Ces deux éléments sont d’une part les troupes méharistes sahariennes régulières et d'autre part des unités partisanes, composés de nomades locaux, obéissant à une organisation tribale. Du 31 janvier 1958 au 4 février 1958, date à laquelle l'opération est censée démarrer, l'aviation française s'investit activement dans des opérations de propagande en procédant au largage de tracts au-dessus des villages de la zone ciblée par l'opération.

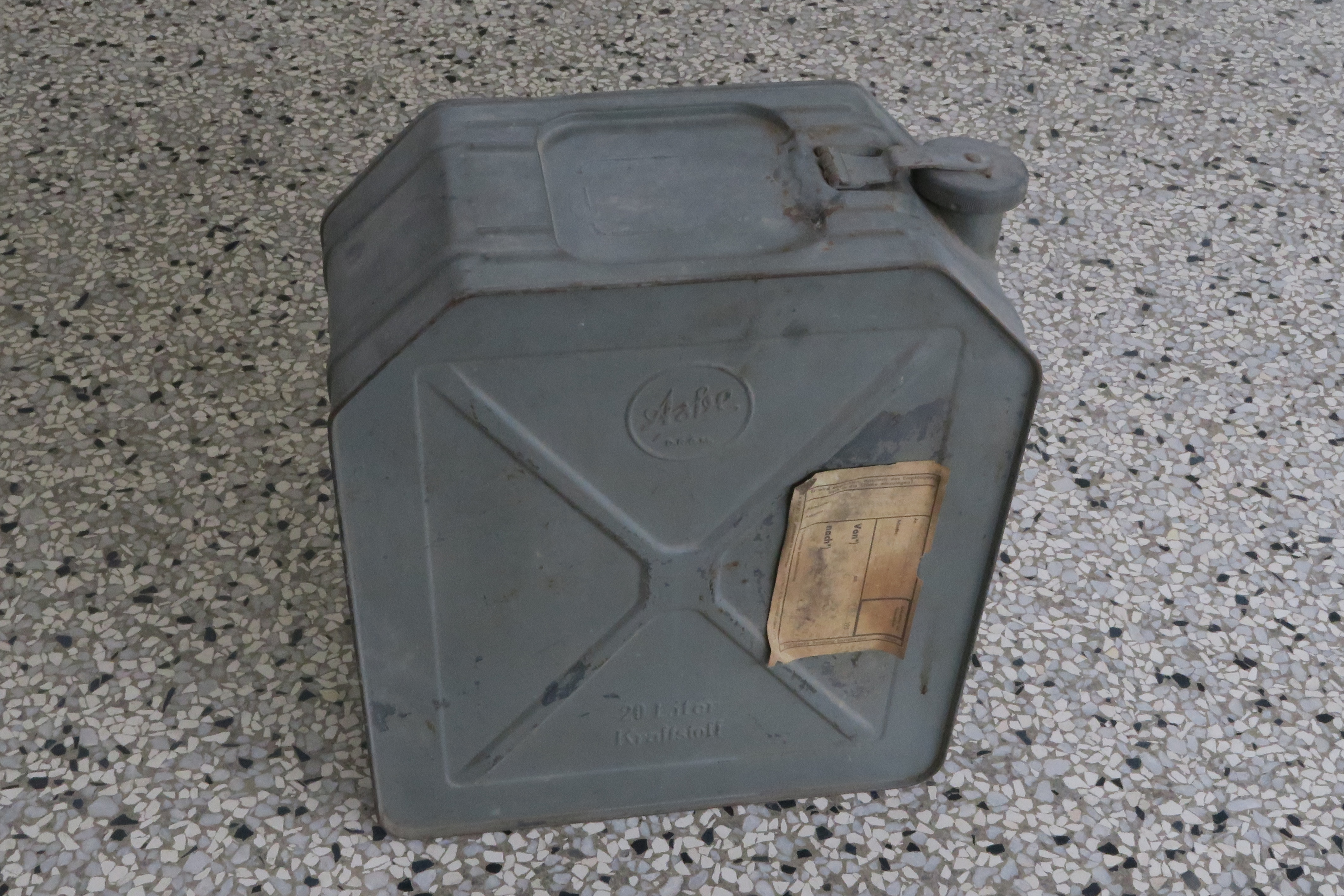
L'eau potable était acheminée dans des jerricans originellement utilisés pour contenir du pétrole.

Pour autant, l'opération ne peut pas démarrer le 4 février 1958 comme cela est prévu, du fait d'un retard des troupes espagnoles en raison de problèmes logistiques. L'eau potable est acheminée par jerricans largués en pleine mer, récupérés petit à petit au gré de la marée par les troupes espagnoles. Les uniformes espagnols sont totalement inadaptés au terrain, puisque ce sont des uniformes d'hiver qui sont fournis, alors que les troupes françaises disposent de tenues adaptées. Pour les fournitures alimentaires, là où les troupes françaises disposent d'« aliments de haute valeur diététique, en particulier des jus de fruits pour lutter contre la déshydratation et l’avitaminose », les Espagnols disposent des ravitaillements classiques, riz et viande séchée notamment.
Les plans d'opération prévoient que les forces espagnoles occupent la région du Drâa mais d'importantes pluies le rendent impraticable, ce qui leur permet d'être disponibles ailleurs. La délimitation géographique de la zone d'opération est faite de façon à éviter tout heurt avec les FAR afin que le Maroc conserve sa neutralité dans le conflit. Les conditions sont réunies pour que l'opération démarre, à un détail près : la France doit encore trouver un prétexte pour envoyer ses troupes lutter contre l'ALN. En effet, le conflit concernant essentiellement l'Espagne, la France doit justifier l'opération tant auprès de la communauté internationale que vis-à-vis des socialistes français qui voient d'un mauvais œil une alliance avec l'Espagne franquiste. C'est aussi pour cela que l'opération doit se dérouler dans le plus grand secret possible.
Le gouvernement français justifie l'opération en utilisant comme prétexte une escarmouche entre goumiers mauritaniens et insurgés de l'Armée de libération nationale. Le prétexte utilisé s'inscrit dans la continuité du discours français sur la Mauritanie depuis 1957. Ce discours pointe du doigt l'instabilité de la région et l'expansionnisme marocain, laissant planer une menace sur la sécurité de Mauritanie française, et donc sur les intérêts français dans la région.

## Forces en présence et déroulement

### Forces en présence
La France aligne, dans toute l'opération, 5 000 hommes, 600 véhicules et 50 avions, essentiellement des garnisons postées en Mauritanie sous le contrôle du général Burgund, tout en fournissant un apport logistique aux 9 000 soldats espagnols et à leurs 60 avions,, placés quant à eux sous le contrôle du général José María López Valencia (es). Plusieurs sources affirment également que les Forces armées royales ont assisté la France et l'Espagne lors de cette opération, dans le but d'en finir avec les éléments séditieux de l'armée de libération nationale. Mounia Bennani-Chaïbi souligne ainsi que les forces armées royales ont servi à « rabattre les maquisards ». L'officier Michel Ivan Louit, présent lors de l'opération, confirme le rôle de soutien qu'ont joué les forces royales marocaines lors de l'opération. Cette implication des FAR dans la traque des dissidents de l'ALN est confirmée par Sophie Caratini. La monarchie marocaine s'abstient également de fournir de l'aide aux insurgés lors de cette opération, contrairement à ses habitudes. Côté rebelles, établir un compte précis est complexe, mais les effectifs sont estimés à 12 000 hommes. La supériorité technique française par rapport à l'armée espagnole est frappante, les armes espagnoles datant au mieux de la guerre d'Espagne, et leur soutien logistique étant très inférieur à celui des Français. Concernant les forces des insurgés, un rapport de l'armée française précise que ces dernières sont « [réparties] entre [la région de] Seguiet el Hamra et l'Adrar Souttouf », ce dernier étant un massif montagneux mauritanien. Le document précise que dans les alentours de Gueltat Zemmour, sont dénombrés entre 600 et 800 insurgés, composés à 25 % de soldats marocains, placés sous le commandement de l'Algérien Si Salah. Le même rapport compte entre 300 et 400 hommes dans le Seguiet central, placés sous le commandement d'un général marocain nommé El Hachmi. Dans la partie mauritanienne du désert, le rapport fait état de 300 à 400 membres dirigés par le chef d'une des tribus Reguibat mauritaniennes, Ely Bouya, mais également au moins 850 combattants, répartis en trois groupes distincts.

### Déroulement de l'opération
Si l'opération commence officiellement le 10 février 1958, les premières frappes aériennes françaises sont en réalité effectuées dès le 9 février 1958, les troupes françaises partant de Tindouf et de Fort-Trinquet. 68 sorties aériennes sont alors réalisées, en vue d'effectuer des frappes sur les villes de Tan-Tan et de Seguia el-Hamra, où se sont concentrées les troupes sahraouies. Près de 150 morts sahraouis sont dénombrés pour cette seule opération. Il s'avère que lors de ces frappes, l'armée française a utilisé du napalm. L'armée régulière espagnole, quant à elle, récupère les villes de Laâyoune et de Tarfaya. Officiellement, l'opération se déroule du 10 février 1958 au 24 février 1958, et est divisée en deux phases, la première allant du 10 février 1958 au 20 février 1958, la seconde du 20 février 1958 au 24 février 1958.

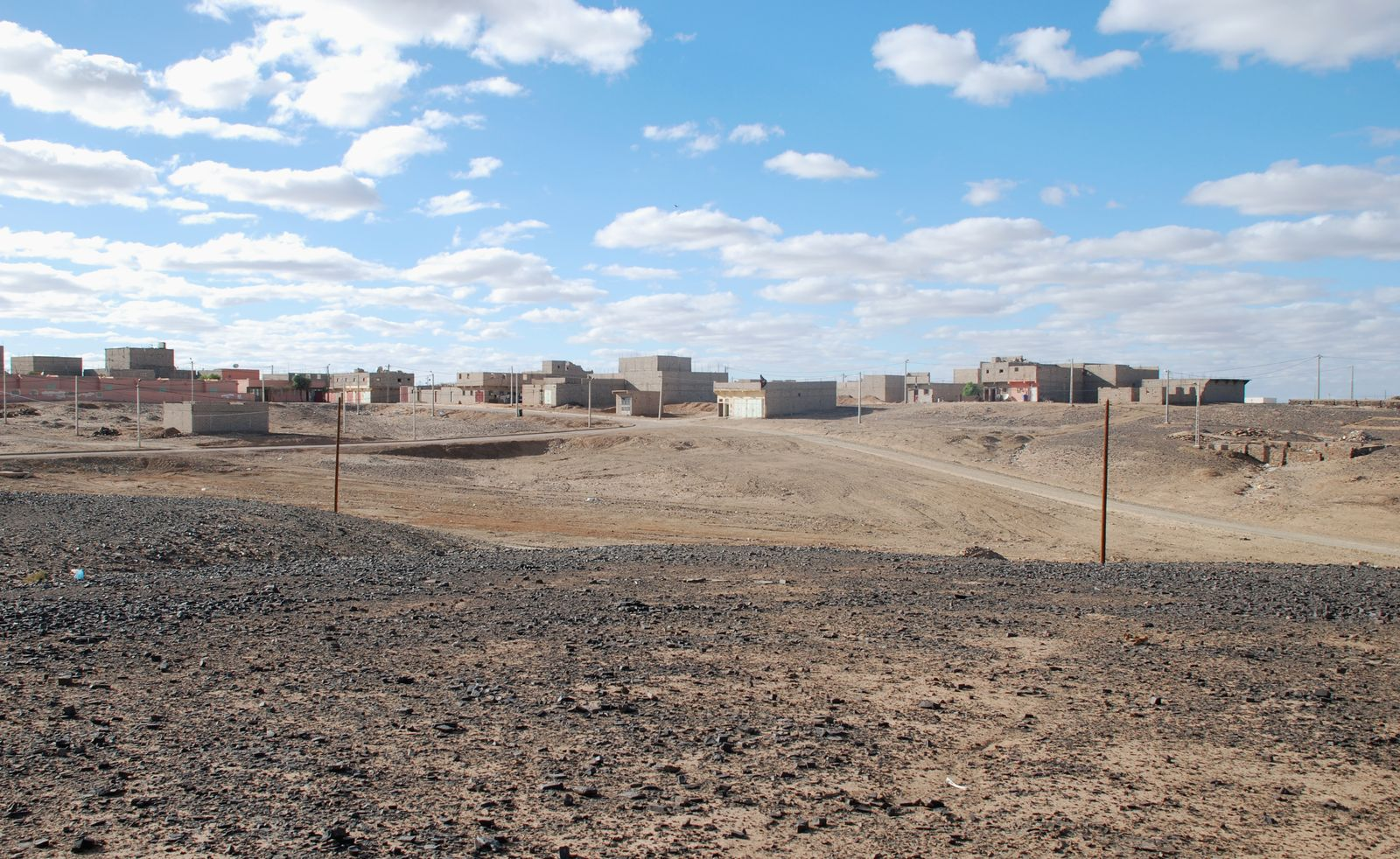
Vue de la ville de Smara en 2010 (cette ville est le premier théâtre officiel de l'opération).

Le 10 février 1958, l'opération démarre officiellement et les combats se concentrent autour de la ville d'Es-Semara (alors appelée Smara). En effet, c'est à Smara que se déroule la première action, l'opération aéroportée Huracan. Cette dernière est menée en commun par une compagnie parachutiste espagnole et le 7e RPC français afin de repousser l'Armée de libération du Maroc du sud hors de la ville. Quatre-vingt-dix-huit parachutistes espagnols, largués par des avions Nord 2501 français, parviennent à reprendre la ville, avec le soutien des forces françaises qui entourent Smara,. Malgré cette victoire encourageante, les généraux français adoptent une attitude prudente, mettant en avant certes l'écrasante supériorité franco-espagnole au niveau des armements, mais aussi le fait que cela risque de ne pas être suffisant au vu du soutien des populations locales dont bénéficie l'ALN marocaine,.
Pour autant, dans les jours qui suivent, l'opération demeure un franc succès pour la coalition franco-espagnole, qui arrive à mettre la main sur d'importants arsenaux accumulés par l'ALN marocaine, tout en poursuivant son avancée, repoussant l'Armée de libération nationale marocaine, les troupes françaises arrivant de Mauritanie se joignant aux troupes espagnoles fraîchement débarquées. Du 10 février 1958 au 20 février 1958, les troupes espagnoles mettent en déroute les résistants sahraouis, en récupérant notamment la ville de Es-Semara et en prenant Dcheira (it).
Le 20 février 1958 démarre la seconde phase de l'opération. Le 21 février 1958, la coalition franco-espagnole élimine près de 300 insurgés dans la région d'Aousserd. Bien que le nombre d'insurgés demeure conséquent, l'arrivée en masse de troupes bien mieux équipées et l'enchaînement des défaites pousse les insurgés à battre en retraite. La région d'Aousserd est alors récupérée par la coalition et les affrontements se font de moins en moins intenses. Le 24 février 1958, l'opération militaire est considérée comme terminée,.

### Bilan de l'opération
Au total, les pertes de la coalition s'élèvent à 8 morts espagnols et 7 soldats français décédés, ainsi que quelques blessés,, notamment 25 soldats français. Concernant les pertes de l'ALN, elles sont plus compliquées à estimer, les estimations les plus basses parlant de 132 morts,, les estimations les plus hautes de 900 morts, ainsi que 37 blessés et 51 prisonniers. Concernant les gains territoriaux, l'Espagne récupère l'essentiel des territoires qu'elle a perdus lors de l'année 1957. Une partie de la population locale se réfugie dans les pays voisins.

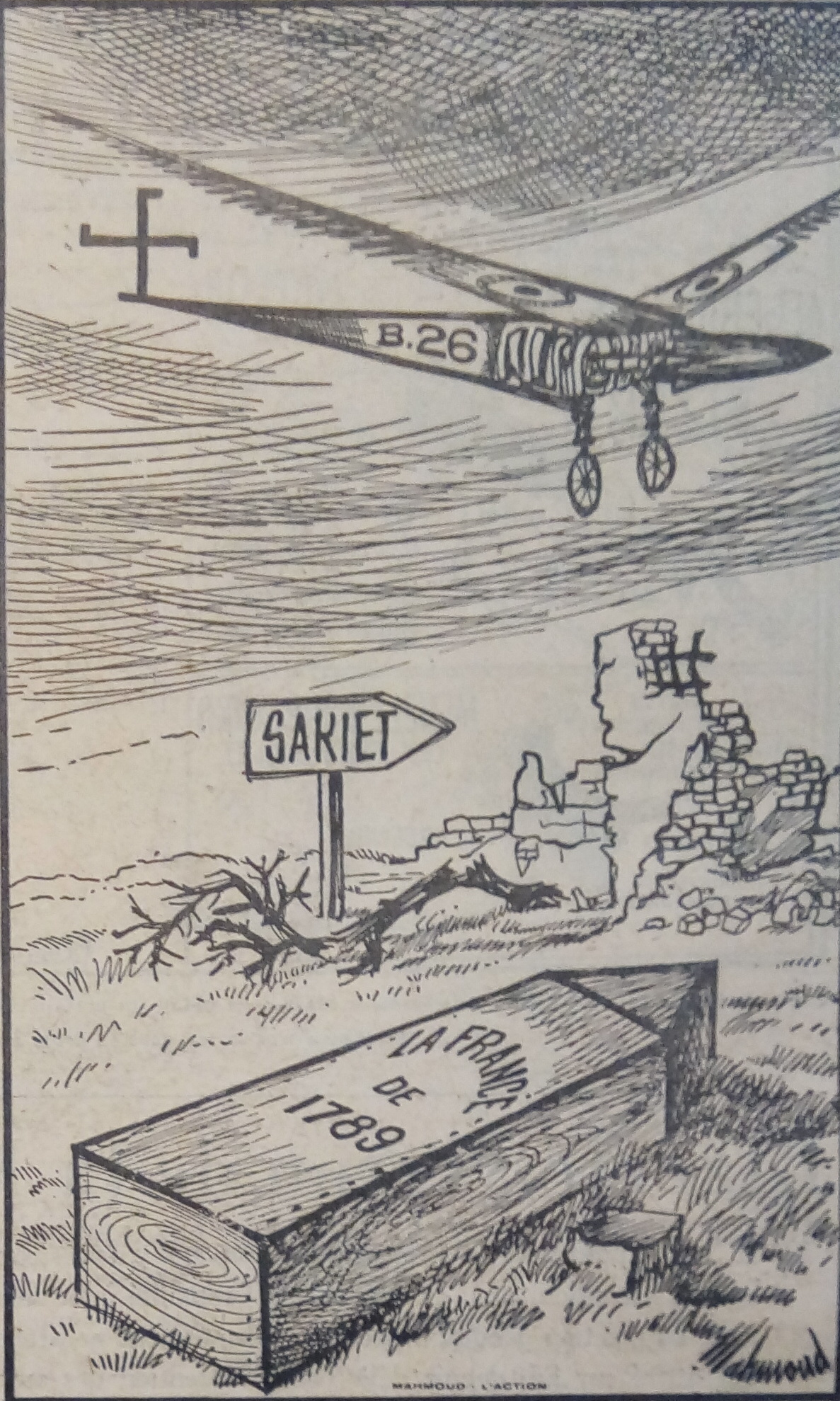
Caricature satirique tunisienne du bombardement de Sakiet.

Le caractère secret de l'opération cher aux décideurs français est également une réussite. Premièrement, les bombardements de Sakiet Sidi Youssef par l'aviation française deux jours avant le début officiel de l'opération permettent d'orienter le regard de la communauté internationale vers cet évènement. Lorsque le ministre des outre-mer français, Gérard Jaquet, se rend à Atar et parle de l'opération Écouvillon, clairement militaire au regard des moyens et des objectifs, il évoque des « opérations de police ». Même lorsque la presse internationale se saisit brièvement de cette opération, l'intérêt du public pour ces évènements reste faible. Elsa Assidon souligne que la réaction officielle du Maroc est également ambiguë, le gouvernement n'émettant que de faibles protestations contre « les mouvements de troupes français », contribuant ainsi au maintien du caractère secret de l'opération.

### Lutte d'influence

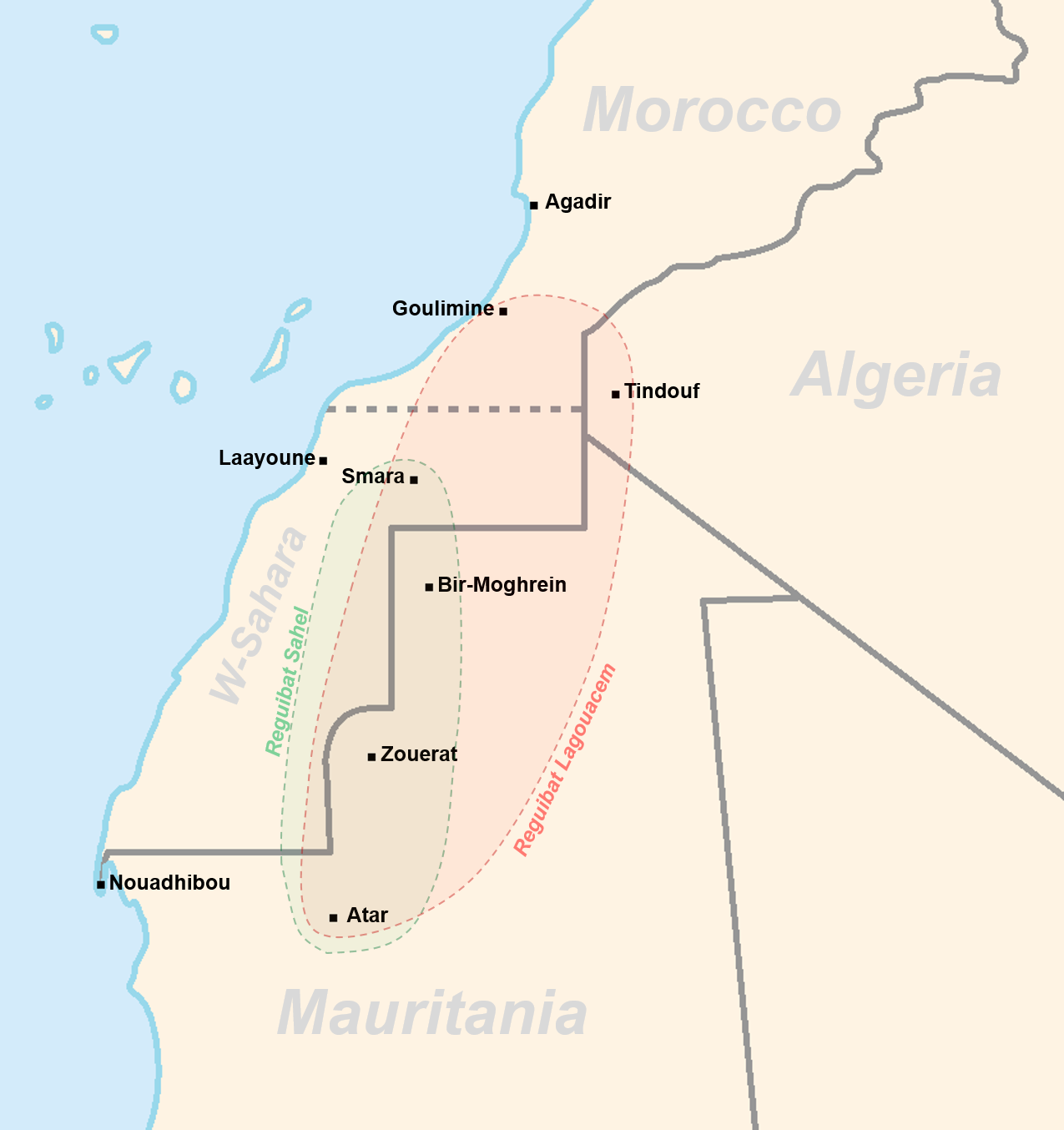
Carte illustrant la répartition de la tribu des Reguibat.

L'opération Écouvillon, au-delà de l'aspect purement militaire, s'accompagne d'actions de propagande et de lutte d'influence. Le but stratégique pour l'armée française est simple : obtenir le soutien des populations locales, essentiellement des tribus berbères. Mais ces opérations recoupent également un objectif tactique, acquérir du renseignement. Pour ce faire, l'armée recourt au largage de tracts, mais également à la distribution de denrées alimentaires auprès des populations locales. Ces méthodes, combinées à la lutte militaire, sont un succès pour l'armée, française, qui rallie à elle une partie des tribus Reguibat. En effet, jouant sur l'expansionnisme marocain et sur la composition des troupes françaises présentes, les soldats étant essentiellement issus de colonies, la France tente de présenter aux Mauritaniens cette opération comme « une lutte du « colonisateur aux côtés du colonisé » contre « l’expansionnisme marocain » ». Camille Evrard souligne cependant que les Reguibats ralliés à la Mauritanie ne sont pas une majorité. Ce ralliement est favorisé par la défaite de l'Armée de libération nationale qui intensifie les tensions internes déjà présentes entre sédentaires berbérophones et nomades arabophones. Les puissances coloniales (Espagne et France), vont exploiter ces tensions afin de s'attacher les populations nomades.

## Conséquences
La première conséquence directe de cette opération, au-delà des gains territoriaux espagnols, est la rétrocession de la bande de Tarfaya au royaume du Maroc. En effet, le Maroc s'étant abstenu de soutenir les insurgés lors de cette opération, l'Espagne accepte de signer avec le pays, en compensation, des accords à Dakhla le 1er avril 1958. Ceux-ci sont également connus sous le nom d'accords de Cintra. Dans ces accords, l'Espagne accepte de rétrocéder la bande de Tarfaya au Maroc. Ahmed Agouliz, principalement connu sous le nom Cheikh el-Arab, alors combattant au sein de l'ALN survivra à cette opération.
À la suite de cette opération rapide et brutale, la région connaît une paix relative, les insurgés sahraouis n'entreprenant plus d'action majeure pendant un certain temps.

Emblème actuel des Forces armées mauritaniennes.

L'opération a également plusieurs conséquences pour la future indépendance de la Mauritanie. En premier lieu, le fait qu'une partie de la tribu des Reguibat a rejoint la France a des conséquences politiques lourdes pour la Mauritanie. Camille Evrard considère également cet évènement comme fondateur pour la transmission du pouvoir militaire en Mauritanie, l'armée française ayant tenté de mobiliser les populations locales autour de la défense d'un territoire contre un ennemi clairement identifié. Elle fait également du rassemblement de Tinketrat en avril 1958, lors duquel les Reguibat prêtent allégeance à Moktar Ould Daddah, une conséquence directe de l'opération Écouvillon. Elle peut également être considérée comme l'un des ferments de la passation du pouvoir militaire au moment de l'indépendance mauritanienne ; les soldats mauritaniens y ayant pris part  formeront l'essentiel des cadres des futures Forces armées mauritaniennes. Elle identifie également cette opération comme l'un des points de rupture entre le pouvoir politique français et le militaire, le caractère secret ayant généré énormément de frustration au sein des cadres de l'armée française.

## Héritage et postérité
L'opération Écouvillon est considérée, aujourd'hui en France, comme une véritable prouesse logistique, au regard de la région, des forces déployées et de son caractère secret.
L'armée française réalise un film sur ces évènements. Inspiré par cela, le réalisateur marocain Rahal Boubrik réalise en 2011 un film documentaire à l'aide d'images d'archives sur cette opération.